# Антоновка (Алексеевский район)
Антоновка — село в Алексеевском районе Самарской области. Входит в состав сельского поселения Авангард.

## География
Расположено на левом берегу реки Съезжая, в 6 км к северо-западу от центра сельского поселения поселка Авангард.

## Население
| 1986 | 2002 | 2010 | 2014 | 2015 |
| ---- | ---- | ---- | ---- | ---- |
| 382  | ↗405 | ↘368 | ↘349 | ↘345 |

Национальный состав
Согласно результатам переписи 2002 года, в национальной структуре населения русские составляли 93 % от жителей.